# Blozen

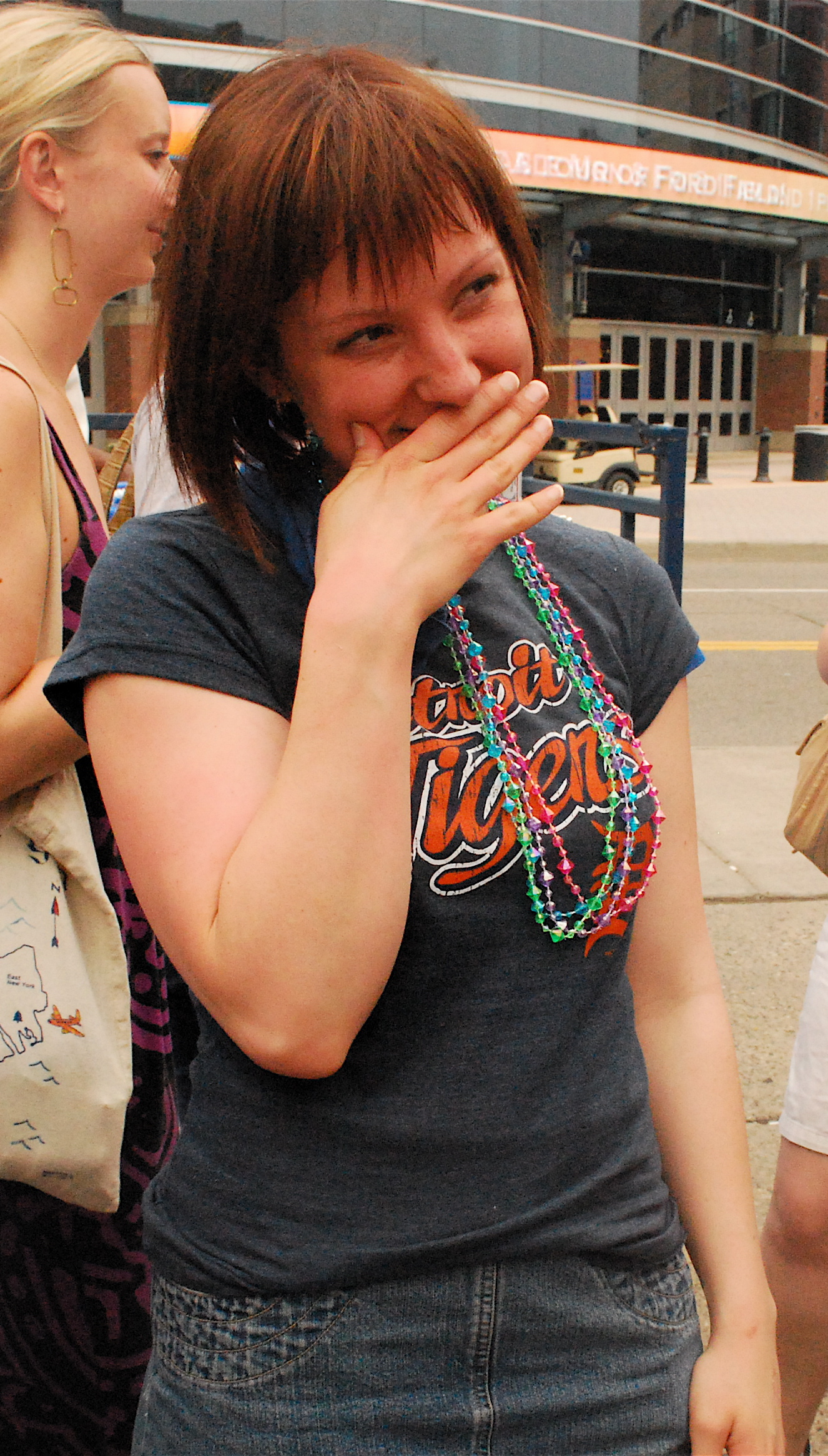

Blozen is het rood worden van iemands gezicht en soms ook nek. Blozen ontstaat door een verhoogde bloedtoevoer naar het hoofd. Vaak kleuren ook andere delen van het lichaam rood. Blozen gaat meestal gepaard met een gevoel het warm te hebben. Dit komt door de verwijding van de oppervlakkige bloedvaten, dit verklaart ook waarom personen die blozen het warm krijgen.
De term wordt vooral gebruikt indien dit rood worden optreedt als gevolg van verliefdheid, schaamte, woede, vernedering of andere emotie. Maar iemand kan ook rood worden door seksuele opwinding ('seksblos'), kou of (zware) lichamelijke inspanning. Ook bepaalde stoffen kunnen een blos veroorzaken, zoals alcohol en koolmonoxide.
Onderzoek van de Rijksuniversiteit Groningen toonde aan dat personen die veel bloosden meer afwachtend en minder assertief naar anderen toe waren, zelfs als ze niet bloosden. Blozen bracht vaak gevoelens van schaamte en verlegenheid met zich mee. Vaak werd het blozen gevoeld als een ongewenste reactie. Personen die veel blozen bleken een lager niveau van dominant gedrag te hebben en een hoger niveau van onderdanig (subdominant) gedrag. Personen die weinig bloosden ondervonden geen schaamte als ze bloosden, en leken vooral te blozen in plezierige situaties.
Indien de rode kleur langere tijd aanwezig blijft nadat het blozen begint, kan dit een vroegtijdig teken zijn van rosacea. Het verschijnsel wordt veel gezien bij jonge mensen, vooral meisjes, maar ook tijdens de zogenaamde overgangsjaren. Een goede behandeling om het orthosympathische zenuwstelsel, de oorzaak van het verschijnsel, te beïnvloeden is zonder bijwerkingen niet voorhanden. Men ziet de klachten vaak op oudere leeftijd vanzelf verdwijnen.